# Lucrezia Borgia (film, 1940)
Pour les articles homonymes, voir Lucrèce Borgia (homonymie).
Pour plus de détails, voir Fiche technique et Distribution.
Lucrezia Borgia est un film italien réalisé en 1940 par le réalisateur allemand Hans Hinrich.
Ce film en noir et blanc s'inspire librement de la vie amoureuse de l'une des personnalités de la Renaissance italienne : Lucrèce Borgia (1480–1519).

## Synopsis
En pleine Renaissance italienne, la vie romancée de Lucrèce Borgia (Lucrezia Borgia) lors de son troisième mariage avec Alphonse Ier d'Este, duc de Ferrare : la jalousie de son mari, les frivolités de la cour ducale de Ferrare, et une foule variée de prétendants, le noble Alessandro Strozzi, le cardinal et écrivain Pietro Bembo, l'artiste Ranuccio.

## Fiche technique
- Titre original : Lucrezia Borgia
- Pays d'origine :  Royaume d'Italie
- Année : 1940
- Réalisation : Hans Hinrich
- Scénario : Tomaso Smith (it)
- Histoire : Luigi Bonelli (it)
- Directeur de la photographie : Otello Martelli
- Ensemblier : Amleto Bonetti
- Costumière : Rosi Gori
- Scénographie : Gustavo Abel
- Montage : Eraldo Da Roma
- Bande son : Giuseppe Mulè (it)
- Société de production : Scalera Film S.p.a.
- Société de distribution : Scalera Film
- Langue : italien
- Genre : Drame historique
- Format : Noir et blanc - 1,37:1 - 35 mm - Mono
- Durée : 76 minutes
- Date de sortie :
  - Royaume d'Italie : 29 novembre 1940
  - Espagne franquiste (Barcelone) : 19 novembre 1943
  - Espagne franquiste (Madrid) : 7 mars 1944
- Autres titres connus :
  - Espagne : Lucrecia Borgia
  - Brésil : Os Amores de Lucrécia Borgia

## Distribution
- Isa Pola : Lucrezia Borgia
- Federico Benfer (Doublage : Giulio Panicali) : Alessandro Strozzi
- Carlo Ninchi : Ranuccio
- Nerio Bernardi : Alphonse Ier (« Alfonsino ») d'Este
- Luigi Almirante : Riccio, le bouffon
- Guido Lazzarini (it) : Pietro Bembo
- Pina De Angelis : Barbara Torelli
- Lina Marengo (it) : La nourrice de Barbara
- Nicola Maldacea (it) : Cosimo
- Amina Pirani Maggi : Beatrice
- Giulio Tempesti : l'ambassadeur de Milan
- Giovanni Stupin : le tavernier
- Luigi Zerbinati (it) : un client ivre de la taverne
- Juan Calvo : un espion de Riccio dans la taverne